# Sugata Mitra

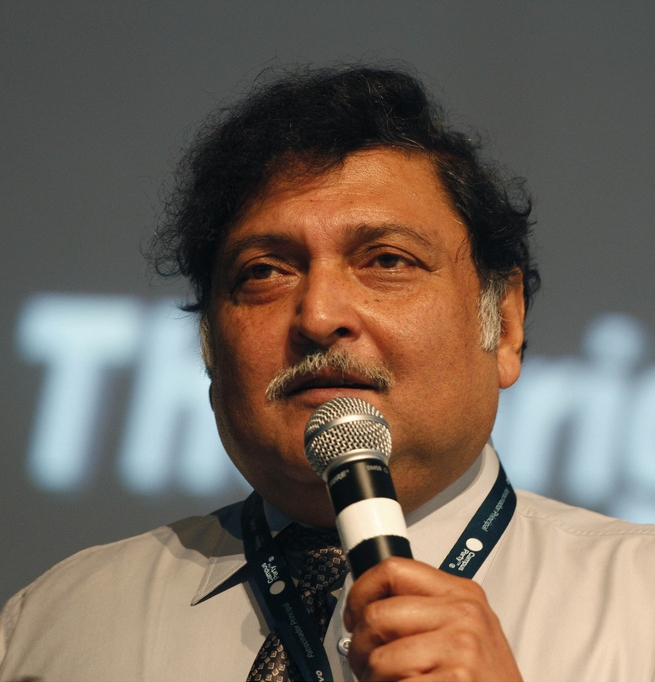
Sugata Mitra

Sugata Mitra (* 12. Februar 1952 in Kalkutta, Indien) ist ein indischer Bildungswissenschaftler und Informatiker. Er lehrt in England als Professor für „Educational technology“ an der „School of Education, Communication and Language Sciences“ der Newcastle University von Newcastle upon Tyne sowie als Gastprofessor am „Media Lab“ des Massachusetts Institute of Technology (MIT).
Mitra wurde durch sein 1999 begonnenes Experiment „Hole in the Wall“ bekannt, welches das Lernverhalten von Kindern ohne Anleitung und Überwachung erforschte. Angeregt durch dessen Ergebnisse gründete 2001 das NIIT mit Hilfe der Weltbank das Projekt Hole-in-the-Wall Education Ltd. (HiWEL) mit dem Ziel, Kindern in bildungsfernem Umfeld mit geringem Aufwand Lernen zu ermöglichen.
Für sein Engagement wurde er 2012 mit dem Leonardo European Corporate Learning Award ausgezeichnet. 2013 erhielt er aus dem gleichen Anlass den mit einer Million Dollar dotierten TED prize.